# 硫酸カルシウム
硫酸カルシウム（りゅうさんカルシウム、英: calcium sulfate）は、化学式 CaSO4 で表されるカルシウムの硫酸塩であり、固体はカルシウムイオンと硫酸イオンからなるイオン結晶である。石膏の主成分でもある。
固体には無水物の他、0.5水和物CaSO4·1/2H2Oおよび2水和物CaSO4·2H2Oが存在し、それぞれ天然鉱物も存在し無水物は硬石膏、0.5水和物はバサニ石、2水和物は石膏である。
炭酸水素カルシウムが一時硬水の成分であるのに対し、硫酸カルシウムを含有する天然水は加熱しても沈殿除去されないため永久硬水と呼ばれる。製塩の際、海水を濃縮すると初めに溶解度の小さい炭酸カルシウムおよび硫酸カルシウムなどが析出する。

## 供給
硫酸カルシウムの主な供給源は、天然に存在する石膏、硬石膏で、これらは世界中の多くの場所で蒸発岩として産する。露天掘りや坑内採鉱によって得られる。天然石膏の世界生産は年間約1億2,700万トンである。
それ以外に、以下の様々な工業プロセスの副産物として生産される。
- 化石燃料などを燃やした際に出る煙から脱硫する際に、石灰と反応させる際に産出される。
- 燐灰石に硫酸を加えリン酸を作る際の副産物として産出される。
- フッ化カルシウム、フッ化水素を作る際の副産物として産出される。
- 亜鉛の精製において、硫酸亜鉛の溶液を石灰で処理してバリウムのような重金属と共沈させる。
- 建設現場で出るスクラップの石膏ボードは再利用可能である。

ただし、これらの工程で出る石膏では原材料の放射性物質を濃縮することになる。燐灰石鉱石はウランとその崩壊生成物（ラジウム226、鉛210、ポロニウム210など）を含んでいるため、この問題はリン酸副産物に特に当てはまる。

## 合成
カルシウム塩の水溶液に、希硫酸または硫酸塩水溶液を加えると、徐々に結晶性沈殿が析出する。66 °C以下では2水和物、以上では無水物が析出する。
{\displaystyle {\ce {Ca^{2+}(aq)\ +SO4^{2-}(aq)\ +2H2O->CaSO4\cdot 2H2O(s)}}}
また硫酸と水酸化カルシウムが中和して生成する塩でもある。
{\displaystyle {\ce {H2SO4 + Ca(OH)2 -> CaSO4 + 2H2O}}}

## 性質
無水物、0.5水和物および2水和物いずれも無色の結晶または粉末であり水に僅かに溶解し、これらの中では0.5水和物の溶解度がやや大きい。また硫酸ストロンチウムおよび硫酸バリウムなど他のアルカリ土類金属硫酸塩よりも溶解度が大きく、硫酸マグネシウムよりはるかに小さい。2水和物の溶解度積および溶解エンタルピー変化、ギブス自由エネルギー変化は以下の通りである。
{\displaystyle {\ce {CaSO4\cdot 2H2O(s)\ \leftrightarrows \ {Ca^{2+}(aq)}+{SO4^{2-}(aq)}+2H2O(l)}}},　　{\displaystyle \Delta H^{\circ }=-1.13{\mbox{kJ mol}}^{-1}},　　{\displaystyle \Delta G^{\circ }=24.91{\mbox{kJ mol}}^{-1}},　　{\displaystyle K_{\rm {sp}}=4\times 10^{-5}}
濃硫酸には硫酸水素カルシウムとなり溶解する。濃塩酸に対しても硫酸水素塩を生じて水よりも溶解度は増大する。チオ硫酸ナトリウムおよびアンモニウム塩水溶液に対しても錯体を生じて溶解度は増大する。グリセリンに対する溶解度も水よりも大きい。
{\displaystyle {\ce {{CaSO4}+ H2SO4 -> Ca(HSO4)2}}}
2水和物は通常石膏とも呼ばれ、200 °C以下で徐々に加熱脱水すると、0.5水和物の焼石膏の粉末が得られ、これに適度に水を加えて型に流し込むと2水和物となり数分で固化する。この性質を利用して型取り、立体模型、ギプスなどに利用される。しかし200 °C以上で強熱すると無水物となり硬石膏または焼殺石膏とも呼ばれ、容易には2水和物に戻らない。
1000 °C以上に加熱すると僅かに分解し少量の三酸化硫黄を生成して酸化カルシウムを含む固溶体を生成する。これは少量の水を吸収して固化するため、モルタルなどに使用される。
溶解度
塩や砂糖などは水が熱くなると溶ける量が増えるが、硫酸カルシウムの場合は減る。

純水における硫酸カルシウムの溶解度の温度変化